# José María Barrantes

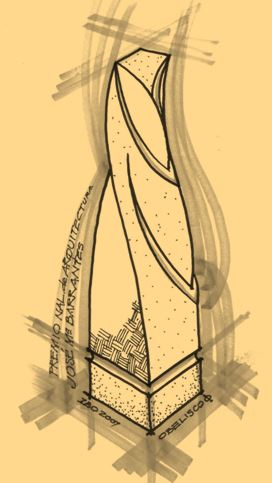
Premio Nacional de Arquitectura José María Barrantes, escultura elaborada por Ibo Bonilla

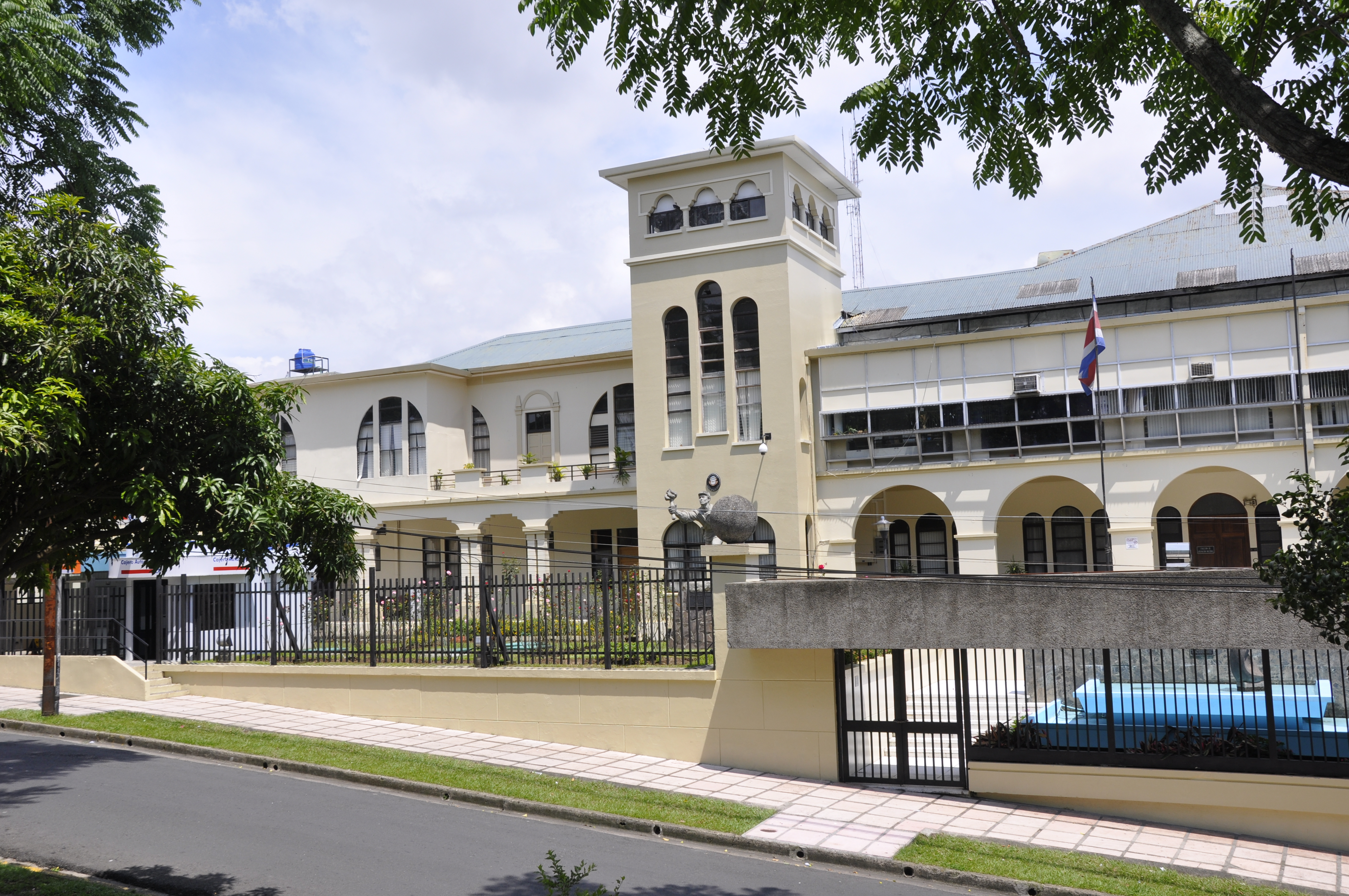
Antiguo edificio de la Asamblea Legislativa, Patrimonio Arquitectónico de Costa Rica

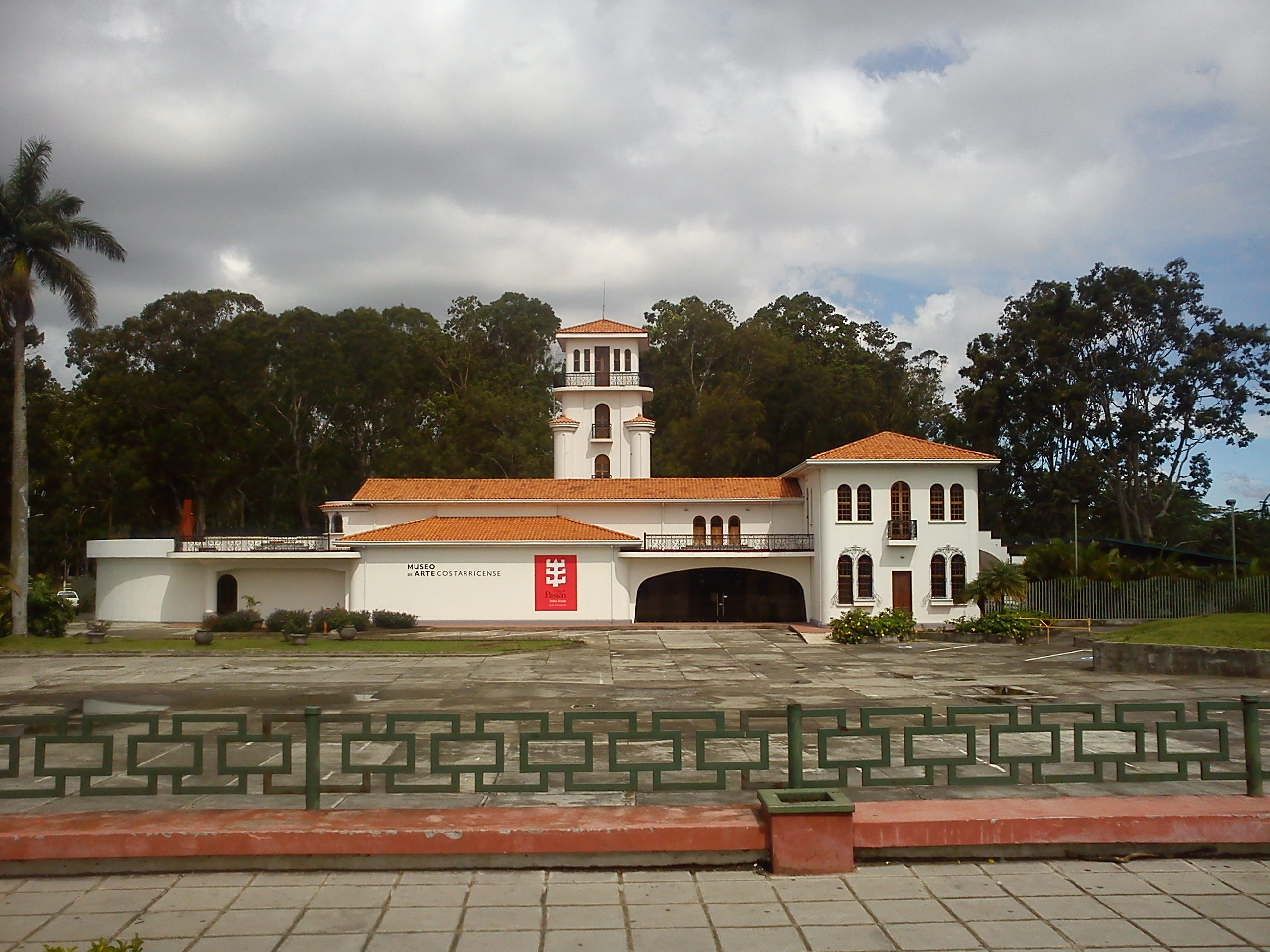
Antiguo Aeropuerto de Costa Rica, hoy Museo de Arte Costarricense

José María Barrantes Monge (1 de enero de 1890 - 1966) fue un arquitecto costarricense. Dejó una prolífica obra, especialmente en centros educativos, edificios institucionales, residenciales y en arquitectura religiosa, mucha de la cual ha sido declarada Patrimonio Arquitectónico de Costa Rica.
En su honor y por su contribución a la arquitectura de Costa Rica, el mayor galardón para los arquitectos destacados del país se denomina "Premio Nacional de Arquitectura José Ma. Barrantes".

## Trayectoria
Como arquitecto le tocó vivir las profundas transformaciones de la Costa Rica de inicios del siglo XX y fue creador de una vasta obra, de más de medio siglo, propia de la transición entre el historicismo y los lenguajes de vanguardia como el art déco y el movimiento moderno. Fue un precursor temprano de lo que conocería como regionalismo crítico o actitud en el diseño caracterizado por la búsqueda de valores formales, espaciales, técnicos y materiales de la arquitectura nacional.
Su formación como diseñador y constructor fue fundamentalmente autodidacta luego de graduarse como técnico en construcción en el Liceo Costa Rica, hasta que en 1942 a los 52 años y con más de la mitad de su obra construida, su espíritu luchador lo llevó a diplomarse de arquitecto: fue el primer y el único costarricense en graduarse por correspondencia como arquitecto, cuyo título lo emitió la  International Correspondence Schools, de Scranton, Pensilvania, Estados Unidos.
Se distinguen en su trabajo tres momentos de proyectos importantes: primero, su labor como funcionario de la Secretaría de Fomento (actualmente Ministerio de Obras Públicas y Transportes) cuando diseñó y construyó un número importante de edificios escolares en los que utilizó la nueva técnica constructiva del concreto armado, siguiendo lenguajes arquitectónicos que van desde la influencia neoclásica al hispano-colonial, el art déco o el racionalismo funcionalista del movimiento moderno, en una búsqueda por armonizar la base cultural heredada del pasado con la riqueza y vitalidad de la cultura popular de su época.
Una segunda área de su labor como funcionario público concretó otros proyectos importantes con influencia hispano-colonial y declarados patrimonio histórico-arquitectónico de Costa Rica, como el Banco Nacional de Costa Rica, el Instituto Nacional de Seguros, el Hospital de la Mujer y el Aeropuerto de La Sabana.
El tercer ámbito de trabajo fue al servicio de la Iglesia Católica, para la cual construyó templos como La Merced, Nuestra Señora de los Desamparados, La Dolorosa, Curridabat, Catedral de Cartago, entre otros.

## Premio Nacional de Arquitectura

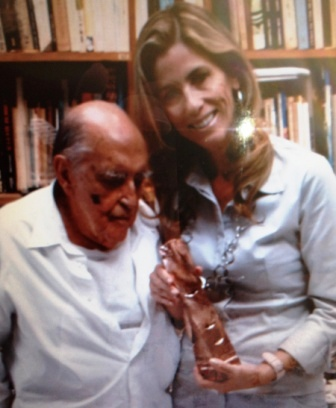
"Obelisco FI": estatuilla otorgada por Costa Rica a Oscar Niemeyer en homenaje de su 100 aniversario.

El Premio Nacional de Arquitectura, que el Colegio de Arquitectos de Costa Rica entrega cada dos años a partir del 3 de octubre de 2007, lleva su nombre, como honra personal por su contribución a la cultura nacional y un reconocimiento a los nuevos arquitectos que hayan tenido una trayectoria profesional destacada.
Hasta la fecha han sido galardonados con el premio los arquitectos costarricenses Jorge Bertheau Odio (2007), Rolando Barahona Sotela (2010), Alberto Linner Díaz (2012), Rafael (Felo) García (2014) y Franz Beer Chaverri (2016).
Como una ocasión muy especial, también le fue entregada personalmente al afamado arquitecto brasileño Oscar Niemeyer en un homenaje a nombre de Costa Rica en la celebración de su centésimo aniversario.
El galardón que lo representa es la estatuilla fundida en bronce, conocida como «Obelisco Fi», obra del escultor Ibo Bonilla, que coincidentemente es el primer arquitecto graduado en la primera escuela de arquitectura de Costa Rica y que estudió "diseño de modas" también en la International Correspondence Schools.
En palabras del escultor y arquitecto Ibo Bonilla: "La escultura fue concebida a partir de un obelisco de proporciones áureas, girado 90 grados a modo del modelo del ADN, como forma intuitiva básica y estable para una construcción esbelta, y nos remite a nuestra interrelación con la naturaleza y su constante evolución. Las espirales concatenadas hacen referencia al simbolismo de la experiencia vital. En sus ángulos complementarios incorpora arquetipos masculinos y femeninos integrados. Visualmente sugiere movimiento, enfatizado por las sombras difuminadas que producen las caras alabeadas".

## Obras destacadas
Elaboró más de 500 obras, entre las que destacan:
- 1929 Escuela Juan Rafael Mora, Paseo Colón, San José.
- 1930 Iglesia de Santa Teresita del Niño Jesús, San José.
- 1930 Iglesia de Desamparados, San José.
- 1931 Escuela George Washington, San Ramón, Alajuela.
- 1932 Escuela República de Argentina, Barrio México, San José.
- 1936 Banco Nacional de Costa Rica, San José.
- 1936 Escuela Pilar Jiménez, Guadalupe, San José.
- 1937 Aeropuerto de La Sabana (actual Museo de Arte Costarricense), San José.
- 1939 Casa Presidencial (funcionó como sede de la Asamblea Legislativa hasta 2020) , San José.
- 1946 Iglesia La Dolorosa, San José.
- 1955 Iglesia Nuestra Señora del Carmen, hoy Catedral de Cartago.
- 1937 Antiguo Hospital de la Madre y el Niño. Actual Hospital Calderón Guardia, San José.
- 1938 Escuela Cleto González Víquez, Heredia.